# Lemmy autobiografia – Biała gorączka
Lemmy autobiografia – Biała gorączka (ang. White Line Fever) – autobiografia angielskiego wokalisty i muzyka Lemmy’ego Kilmistera założyciela grupy muzycznej Motörhead. Wydawnictwo powstało we współpracy Kilmistera z Janniss Garza. Książka w oryginale ukazała się w Wielkiej Brytanii 4 listopada 2002 roku nakładem wydawnictwa Simon & Schuster (ISBN 0-684-85868-1), okładkę przygotowała Nicola Ruebenberg. W Polsce książka ukazała się w 2007 roku nakładem wydawnictwa KAGRA (ISBN 978-83-87598-45-7), przekładu na język polski dokonał dziennikarz Jarosław Szubrycht.

## Wydania anglojęzyczne
- Simon & Schuster, ISBN 0-684-85868-1, 4 listopada 2002[2]
- Pocket Books, ISBN 0-671-03331-X, 2 czerwca 2003[3]
- Citadel Press, ISBN 0-8065-2590-8, 1 stycznia 2004[4]